# Saint-Morillon

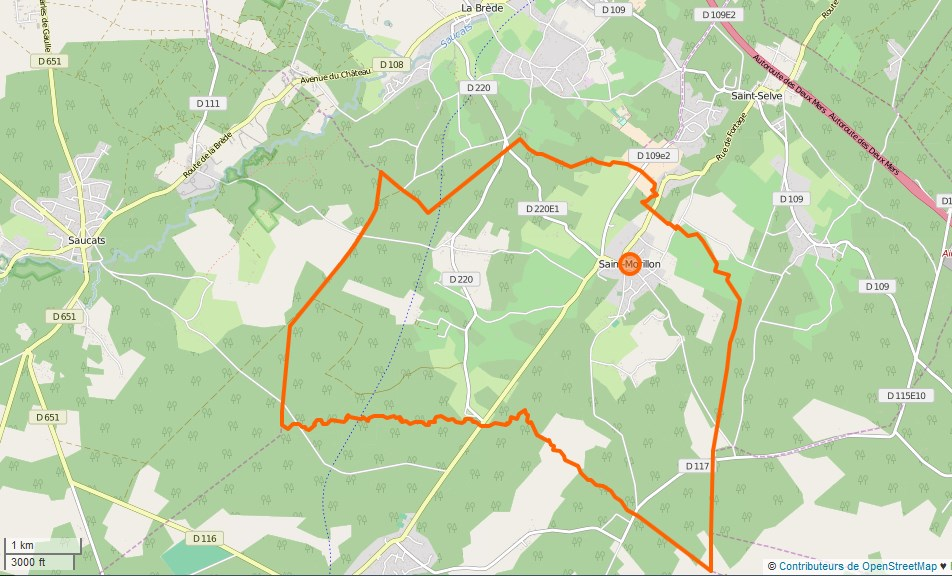
Gemeindegrenzen von Saint-Morillon

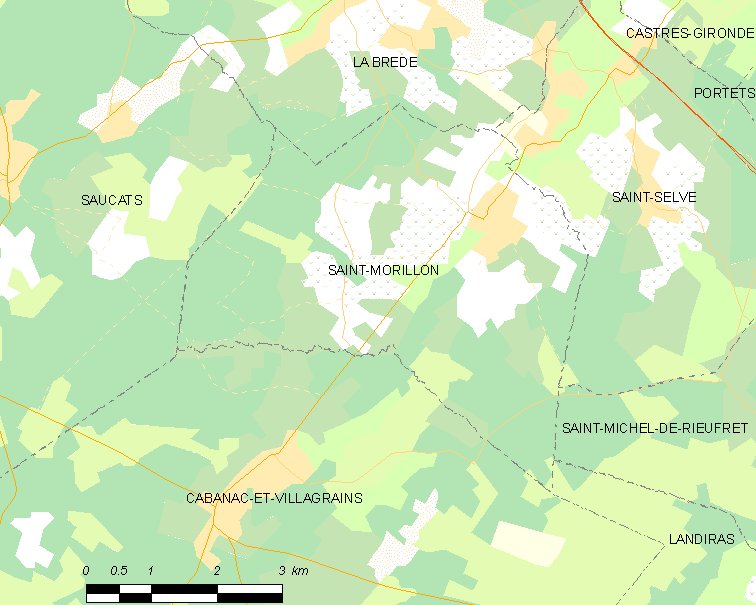
Umgebungskarte von Saint-Morillon

Saint-Morillon ist eine französische Gemeinde im Département Gironde in der Region Nouvelle-Aquitaine. Die Gemeinde liegt im näheren Einzugsgebiet der Stadt Bordeaux. Während Saint-Morillon im Jahr 1962 noch über 475 Einwohner verfügte, zählt man aktuell 1817 Einwohner (Stand 1. Januar 2022).
Die Gemeinde gehört zum Kanton La Brède und zum Arrondissement Bordeaux.

## Baudenkmäler
Siehe: Liste der Monuments historiques in Saint-Morillon

## Weinbau
Saint-Morillon ist ein Weinbauort in der Weinbauregion Graves und wird vom Fluss Gat-Mort durchquert.

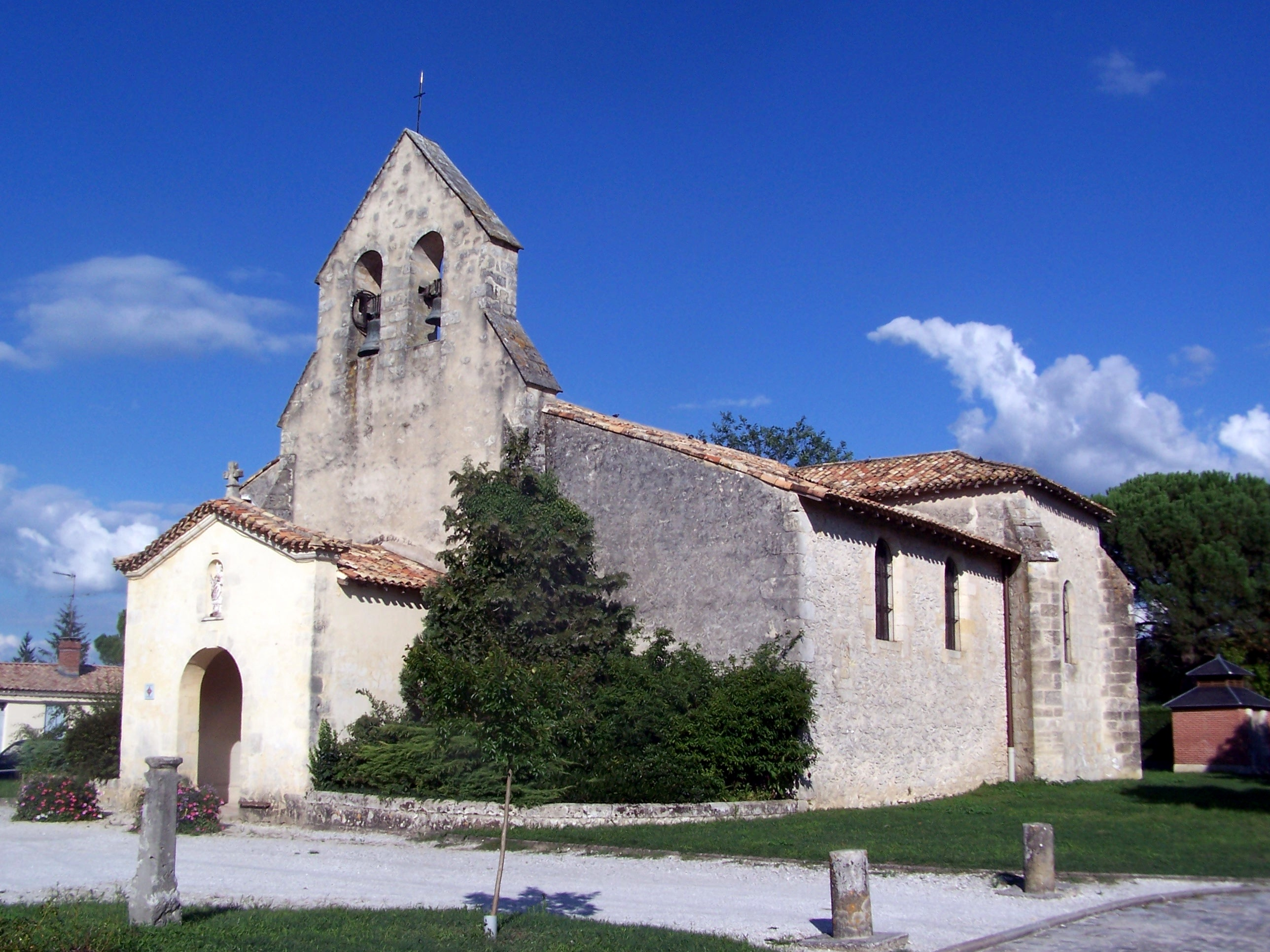
Kirche Saint-Morillon
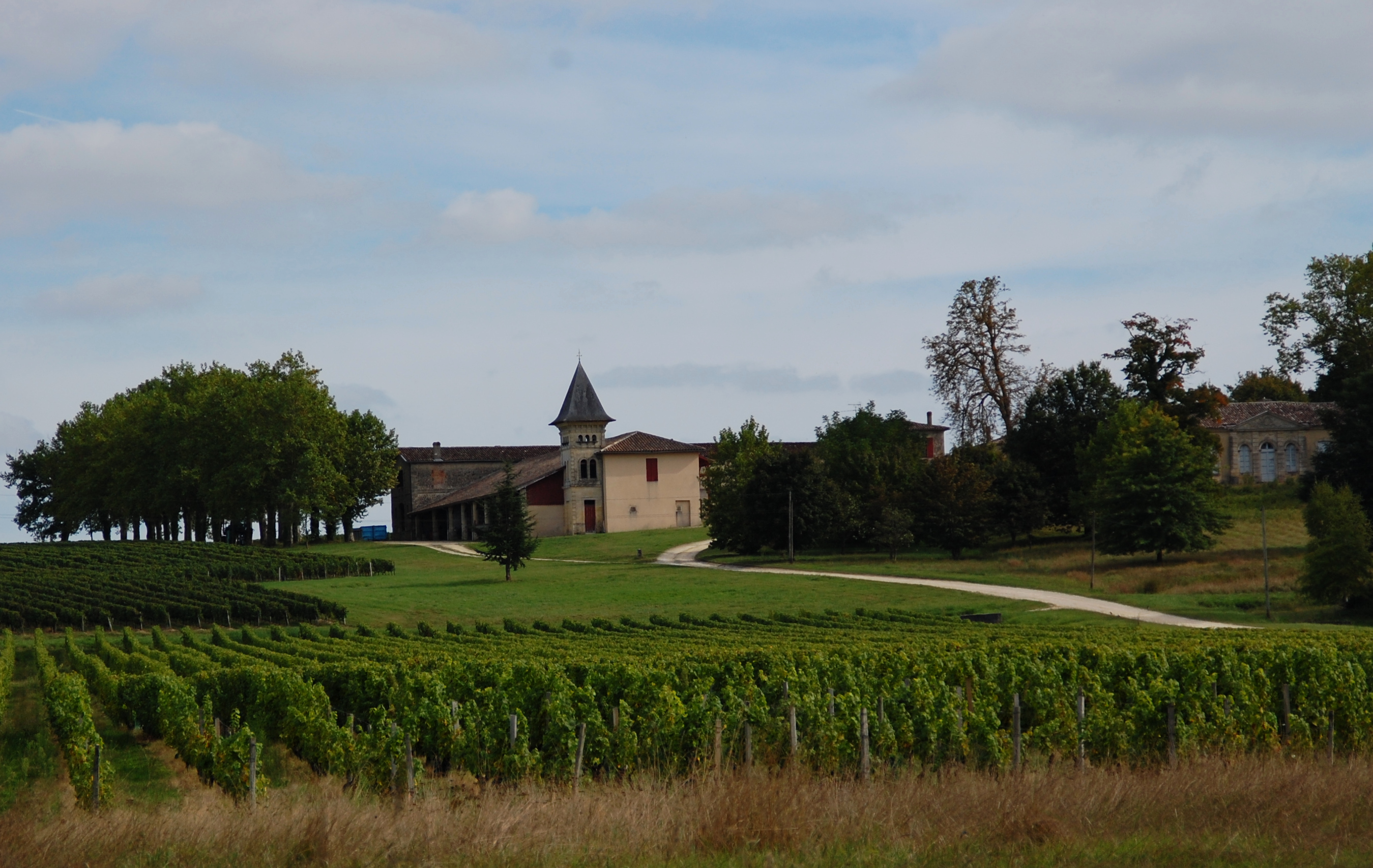
Château Bel-Air
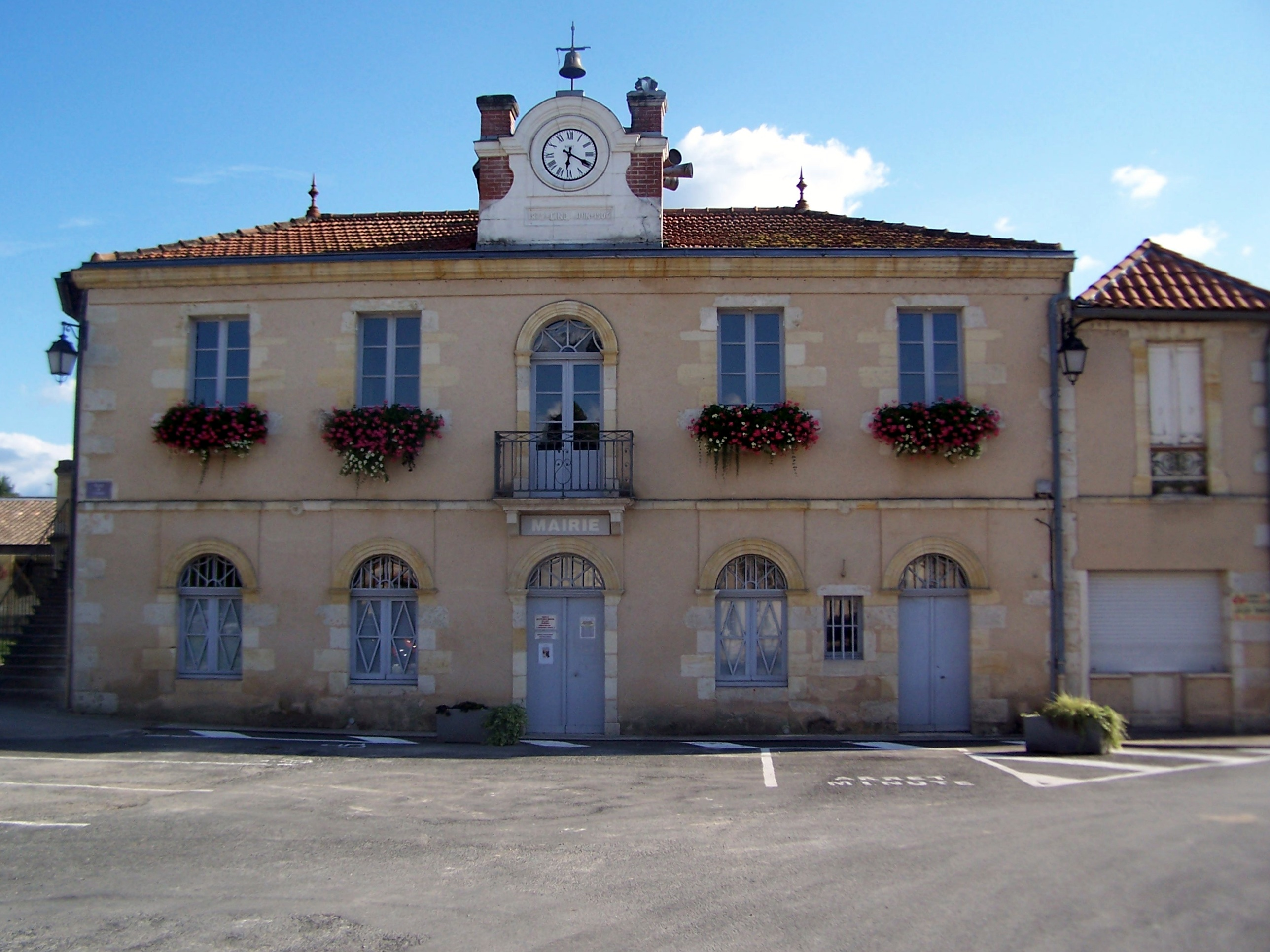
Mairie Saint-Morillon